# Erik Solheim
Erik Solheim (ur. 18 stycznia 1955 w Oslo) – norweski polityk, w latach 1987–1997 lider Socjalistycznej Partii Lewicy (SV), parlamentarzysta oraz minister, dyrektor wykonawczy Programu Środowiskowego Organizacji Narodów Zjednoczonych (UNEP).

## Życiorys
W 1980 ukończył studia z historii i nauk społecznych na Uniwersytecie w Oslo. Zaangażował się w działalność partyjną w ramach socjalistów. Od 1977 do 1980 był przewodniczącym organizacji młodzieżowej Sosialistisk Ungdom. W latach 1981–1985 pełnił funkcję sekretarza Socjalistycznej Partii Lewicy. Przez kolejne dwa lata pozostał członkiem władz partii, w tym czasie pracował jako konsultant w norweskim zrzeszeniu osób niepełnosprawnych (Norges Handikapforbund). W 1987 został nowym liderem swojego ugrupowania, kierował nim do 1997. Od 1989 do 2001 sprawował mandat posła do Stortingu.
W 2000 przeszedł do pracy w Ministerstwie Spraw Zagranicznych, gdzie powołano go na specjalnego doradcę ministra. Zajmował się m.in. procesem pokojowym na Sri Lance. W latach 2005–2012 był ministrem u Jensa Stoltenberga, odpowiadając za rozwój międzynarodowy, a od 2007 również za środowisko.
W 2013 został przewodniczącym Komitetu Pomocy Rozwojowej Organizacji Współpracy Gospodarczej i Rozwoju. W międzyczasie w Norwegii nawiązał współpracę z Partią Zielonych jako jej doradca strategiczny w kampanii wyborczej. W 2016 powołany na dyrektora wykonawczego Programu Środowiskowego Organizacji Narodów Zjednoczonych. Pełnił tę funkcję do 2018.